# Joachim Adukor
Joachim Adukor (Tema, 1993. május 2. –) ghánai születésű, libériai válogatott labdarúgó.

## Pályafutása

### Klubcsapatokban
Joachim Adukor hazájában a Parma csapatában kezdte pályafutását, később az arab emírségekbeli Emirates Sporting Clubtól került első európai csapatához, a svéd Gefléhez. Pályafutása elején megfordult a portugál Trofense-ben is, és a francia alacsonyabb osztályú Béziers együttesében is. 2016 és 2017 között az akkor görög másodosztályú ÓFI Kréta játékosa volt.
2017. augusztus 15-én a bosnyák élvonalban szereplő FK Sarajevo szerződtette. A klub játékosaként bajnoki címet és kupagyőzelmet ünnepelhetett a 2018–19-es szezonban.
2019 júniusában lejárt a szerződése a csapatnál,. amelyet a klub nem hosszabbított meg. 2019. július 1-jén szabadon igazolható játékosként aláírt a magyar élvonalban szereplő Diósgyőri VTK-hoz. Mindössze hét bajnokin kapott lehetőséget a miskolci csapatban, majd 2020 augusztusában felbontották a szerződését. Szeptemberben két évre újból aláírt egykori csapatához, az FK Sarajevóhoz.

### A válogatottban
Részt vett a 2013-as U20-as Afrikai nemzetek kupáján, 2015 májusában a ghánai U23-as válogatott keretébe is meghívót kapott. A libériai labdarúgó-válogatottban 2022. június 13-án debütált Marokkó ellen.

#### Mérkőzései a libériai válogatottban
| #  | Dátum                | Ellenfél   | Eredmény | Kiírás              | Esemény |
| -- | -------------------- | ---------- | -------- | ------------------- | ------- |
| 1. | 2022. június 13.     | Marokkó    | 0 – 2    | ANK-selejtező       |         |
| 2. | 2022. szeptember 25. | Niger      | 0 – 0    | barátságos mérkőzés |         |
| 3. | 2022. szeptember 27. | Egyiptom   | 0 – 3    | barátságos mérkőzés |         |
| 4. | 2023. március 24.    | Dél-Afrika | 2 – 2    | ANK-selejtező       | 67'     |
| 5. | 2023. március 28.    | Dél-Afrika | 1 – 2    | ANK-selejtező       | 71'     |

## Statisztika
2018. december 1-jén frissítve.
| Klub           | Szezon         | Bajnokság            | Bajnokság     | Bajnokság | Országos kupa | Országos kupa | Nemzetközi kupa | Nemzetközi kupa | Összesen      | Összesen |
| Klub           | Szezon         | Bajnokság            | Pályára lépés | Gól       | Pályára lépés | Gól           | Pályára lépés   | Gól             | Pályára lépés | Gól      |
| -------------- | -------------- | -------------------- | ------------- | --------- | ------------- | ------------- | --------------- | --------------- | ------------- | -------- |
| Gefle          | 2011           | Allsvenskan          | 0             | 0         | 0             | 0             | —               | —               | 0             | 0        |
| Gefle          | 2012           | Allsvenskan          | 3             | 0         | 1             | 0             | —               | —               | 4             | 0        |
| Gefle          | 2013           | Allsvenskan          | 8             | 0         | 1             | 0             | 3               | 0               | 12            | 0        |
| Gefle          | Összesen       | Összesen             | 11            | 0         | 2             | 0             | 3               | 0               | 16            | 0        |
| Trofense       | 2014–15        | LigaPro              | 12            | 0         | 4             | 1             | —               | —               | 16            | 1        |
| Béziers        | 2015–16        | Championnat National | 23            | 0         | 1             | 0             | —               | —               | 24            | 0        |
| ÓFI Kréta      | 2016–17        | Football League      | 17            | 1         | 5             | 0             | —               | —               | 22            | 1        |
| Sarajevo       | 2017–18        | Premier League       | 20            | 2         | 0             | 0             | 0               | 0               | 20            | 2        |
| Sarajevo       | 2018–19        | Premier League       | 15            | 1         | 0             | 0             | 4               | 0               | 19            | 1        |
| Sarajevo       | Összesen       | Összesen             | 35            | 3         | 0             | 0             | 4               | 0               | 39            | 3        |
| Diósgyőri VTK  | 2019–20        | NB I                 | 0             | 0         | 0             | 0             | —               | —               | 0             | 0        |
| Karrier összes | Karrier összes | Karrier összes       | 98            | 4         | 12            | 1             | 7               | 0               | 117           | 5        |

## Sikerei, díjai
FK Sarajevo
- Bosnyák bajnok: 2018–19
- Bosnyák kupagyőztes: 2018–19